# Lung Fung Restaurant
Pour plus de détails, voir Fiche technique et Distribution.
Lung Fung Restaurant (龍鳳茶樓, Lung Fung cha lau) est un film d'action hongkongais réalisé par Poon Man-kit et sorti en 1990 à Hong Kong.
Elle totalise 9 107 362 HK$ de recettes au box-office.

## Synopsis
Dragon (Max Mok), un ex-membre de la triade et ancien détenu, est employé comme serveur dans un restaurant. Cependant, son vieil ami membre de la triade, Rubbish Pool (Stephen Chow) traîne généralement dans les parages, et son ancien patron, Kent (Ng Man-tat), règle continuellement ses différends avec les autres chefs de gang dans le secteur. Tout cela rend difficile pour Dragon de s'éloigner de son ancien milieu. Lui et Pool rencontrent deux filles, Gigi (Ellen Chan) et June (Charine Chan) et Dragon se rapproche petit à petit de Gigi. Lors d'un violent combat de gang, Oncle Kent et Pool sont tués et Dragon est arrêté.
Six ans après l'incident, Dragon est devenu chauffeur de taxi et il retrouve Gigi qui est maintenant représentante des ventes.

## Fiche technique
- Titre original : 龍鳳茶樓
- Titre international : Lung Fung Restaurant
- Réalisation : Poon Man-kit
- Scénario : Hau Chi-keung et Clarence Yip
- Photographie : Chan Ying-kit et Wong Po-man
- Montage : Chan Kei-hop
- Musique : Lowell Lo
- Production : Clarence Yip
- Société de production : Movie Impact
- Société de distribution : Newport Entertainment
- Pays d'origine :  Hong Kong
- Langue originale : cantonais
- Format : couleur
- Genre : action
- Durée : 88 minutes
- Dates de sortie :
  -  Hong Kong : 26 avril 1990

## Distribution
- Max Mok : Dragon Ching
- Stephen Chow : Rubbish Pool
- Ellen Chan : Gigi/Fung
- Charine Chan : June
- Ng Man-tat : Oncle Kent
- Gilbert Lam (en) : le parrain Taureau